# Angela Merkel
Angela Dorothea Merkel, geboren als Kasner, (Hamburg, 17 juli 1954) is een Duitse voormalig politica. Van 22 november 2005 tot 8 december 2021 was ze bondskanselier van Duitsland. Ze was de eerste vrouw in die functie. Van 2000 tot 2018 was ze de eerste vrouwelijke partijleider van de christendemocratische CDU. In 2015 werd ze door Time Magazine uitverkozen tot persoon van het jaar.

## Privéleven
Merkel is de dochter van de lutherse dominee Horst Kasner, wiens vader uit Polen afkomstig was, en zijn vrouw Herlind Kasner-Jentzsch. Het gezin verhuisde in het najaar van 1954 van Hamburg naar het Brandenburgse Quitzow in de DDR, waar de vader de leiding van een Luthers-Evangelische gemeente overnam. In 1957 verhuisde het gezin definitief naar het stadje Templin waar vader medeverantwoordelijk was voor de ontwikkeling van een interkerkelijk opleidingscentrum. Kasner was er betrokken bij de Pastorale Raad van de Evangelisch-Lutherse Kerk, die nauw samenwerkte met de SED-autoriteiten. Daardoor genoot het gezin Kasner onder andere het privilege vrij te kunnen reizen naar ‘niet-socialistische’ landen, onder andere naar de VS en Italië. Het gezin kon ook moeiteloos pakjes ontvangen van familie uit het Westen en later zou Angela toegeven dat ze nooit ‘DDR-kleren’ heeft gedragen. Bovendien beschikte vader Kasner over een dienstwagen en een privévoertuig. Angela's moeder, Herlind Kasner-Jentzsch, mocht van de SED-overheid echter geen lerares worden. Op die manier kon ze zich ten volle wijden aan de opvoeding van haar drie kinderen.
In 1961 werd Angela leerlinge aan de Polytechnische Oberschule in Templin. Haar medeleerlingen en haar leerkrachten beschrijven haar als eerder onopvallend, maar toch sociaal goed geïntegreerd. Hoewel ze niet beschouwd werd als streber, deed ze het uitstekend op school met heel goede resultaten voor talen (onder andere voor Russisch), wiskunde en natuurwetenschappen. Met haar klas nam ze niet deel aan de in de DDR gebruikelijke wijding van de jeugd; in mei 1970 werd ze wel aanvaard als lid van de Evangelisch-Lutherse Kerk (‘die Konfirmation’). Tijdens haar schooltijd was ze lid van verkennersorganisatie Ernst Thälmann en later van de FDJ (Freie Deutsche Jugend). In 1973 legde ze het eindexamen af aan de ‘Erweiterte Oberschule’ te Templin.
Al tijdens haar schooltijd had Angela besloten natuurkunde te gaan studeren. Door te kiezen voor de exacte wetenschappen wist ze zich grotendeels te onttrekken aan een te uitgesproken maatschappelijk engagement. In 1973 begon ze die studie aan de toenmalige Karl-Marx-Universität in Leipzig. In 1977 huwde Angela Kasner haar medestudent in de fysica, Ulrich Merkel; hoewel het huwelijk in 1982 ontbonden werd, heeft Angela de naam van haar eerste man behouden. Nadat ze haar scriptie (Magisterarbeit) in juni 1978 met de vermelding ‘zeer goed’ had voltooid en haar een betrekking aan de technische hogeschool Ilmenau was geweigerd, vertrok Angela met haar man naar Oost-Berlijn. Ze deed promotieonderzoek aan het Zentralinstitut für physikalische Chemie (ZIPC) van de Academie der Wetenschappen van de DDR in Berlijn-Adlershof. Ze kreeg in 1986 de doctorstitel met een proefschrift over quantumchemie, waarna ze tot 1990 als onderzoeker aan hetzelfde instituut werkzaam bleef en verschillende papers publiceerde. Eveneens van 1978 tot 1990 was zij secretaris van Cultuur van de FDJ. In deze functie was zij verantwoordelijk voor Agitprop (‘agitatie en propaganda’) en maakte bovendien scholingsreizen naar de Sovjet-Unie.
In 1978 weigerde ze actief voor de Stasi te werken, volgens andere informatie zou zij echter "IM (Informeller Mitarbeiter) Erika" zijn. In haar Stasi-dossier zijn haar DDR-kritische houding en haar sympathie voor het Poolse Solidarność opgenomen. Bekend is ook dat ze bevriend is geweest met de schrijver Reiner Kunze, die kritisch stond tegenover het regime, en dat ze onder andere werken van Rudolf Bahro, Andrei Sacharov en Alexander Solzjenitsyn, alle drie bekende dissidenten, heeft gelezen. In de jaren 80 woonde Merkel enige malen in een kraakpand in Berlijn. In december 1998 huwde zij de Berlijnse hoogleraar scheikunde Joachim Sauer. Angela Merkel heeft geen kinderen; Sauer heeft twee volwassen zonen.

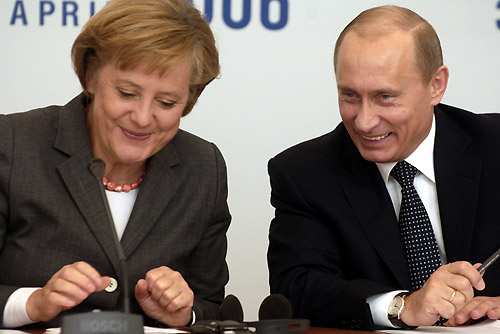
Bondskanselier Angela Merkel en president van Rusland Vladimir Poetin tijdens een bezoek aan Tomsk op 26 april 2006.

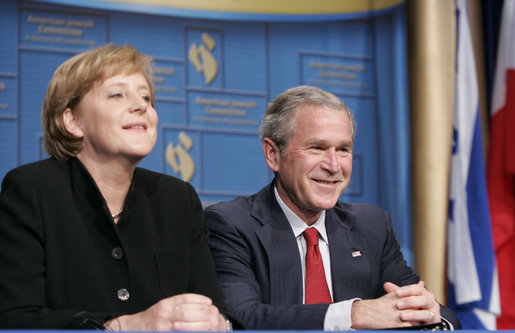
Bondskanselier Angela Merkel en president van de Verenigde Staten George W. Bush tijdens een bezoek aan Washington D.C. op 4 mei 2006.

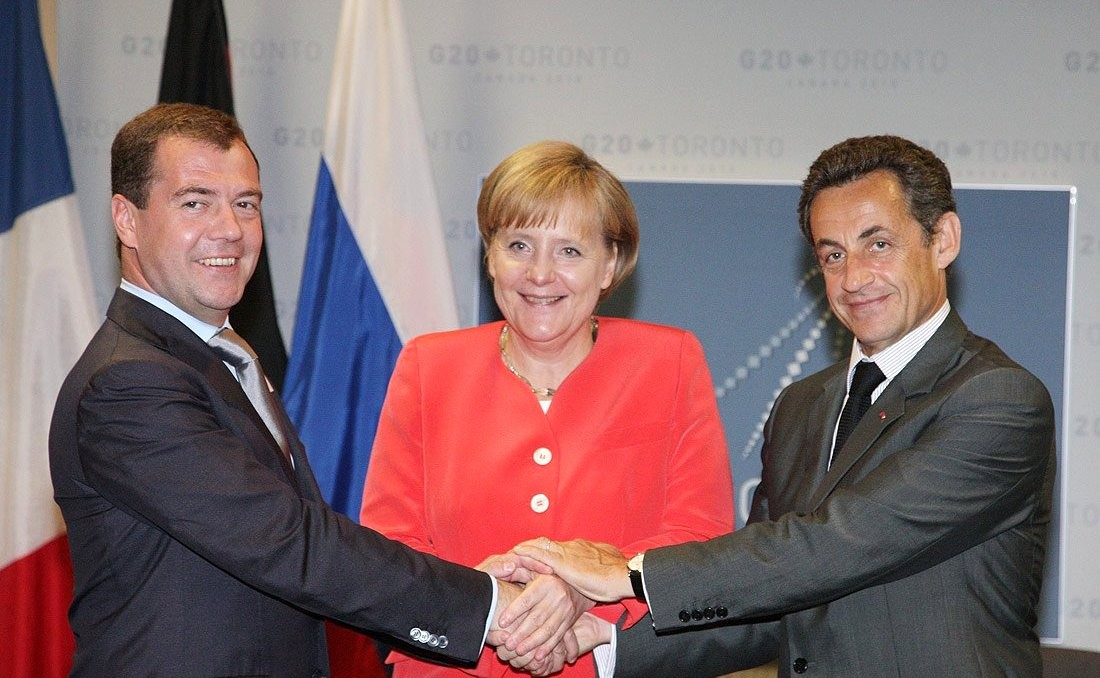
President van Rusland Dmitri Medvedev, bondskanselier Angela Merkel en president van Frankrijk Nicolas Sarkozy tijdens een bijeenkomst van de G20 in Toronto op 27 juni 2010.

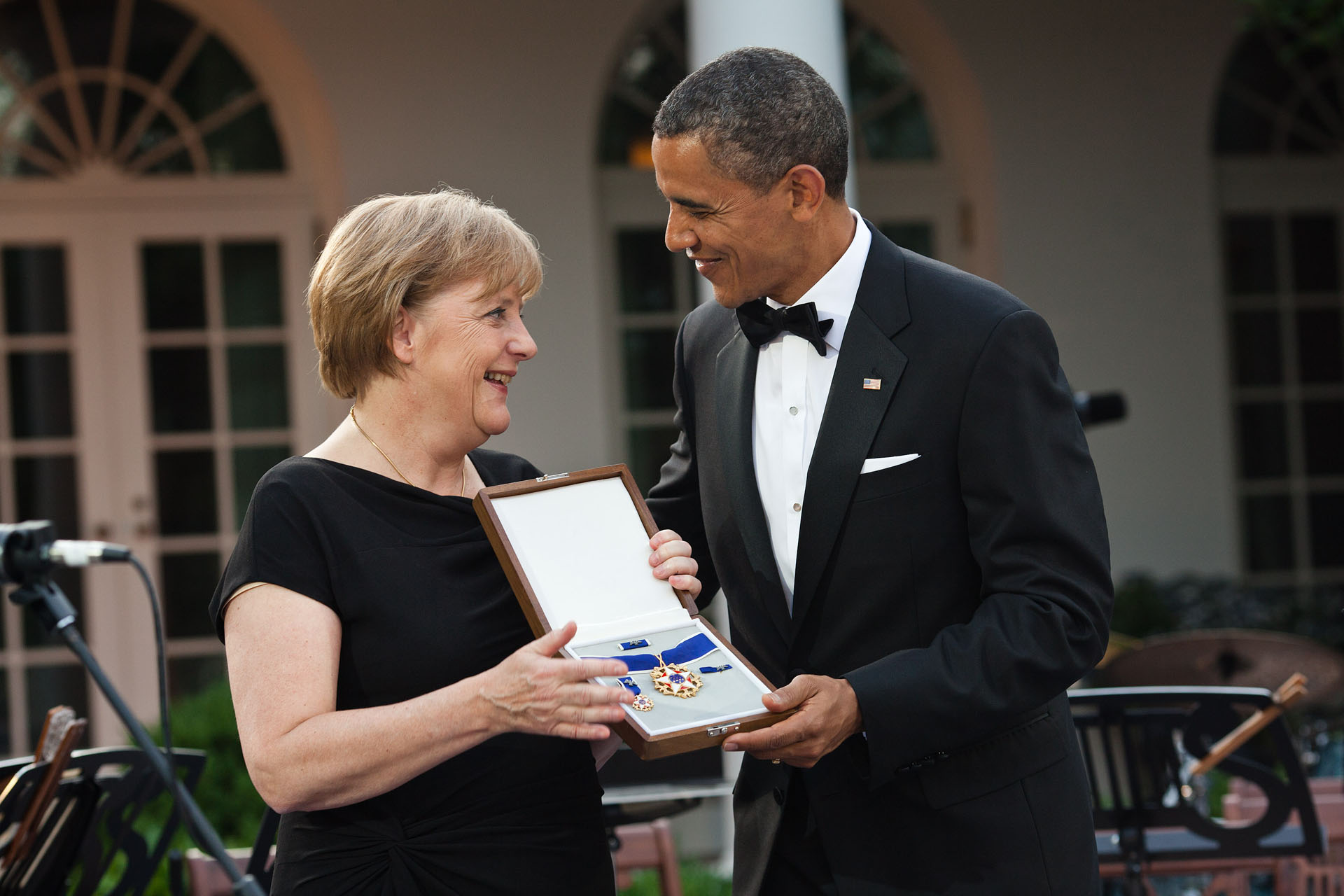
Bondskanselier Angela Merkel en president van de Verenigde Staten Barack Obama tijdens een bezoek op het Witte Huis op 7 juni 2011.

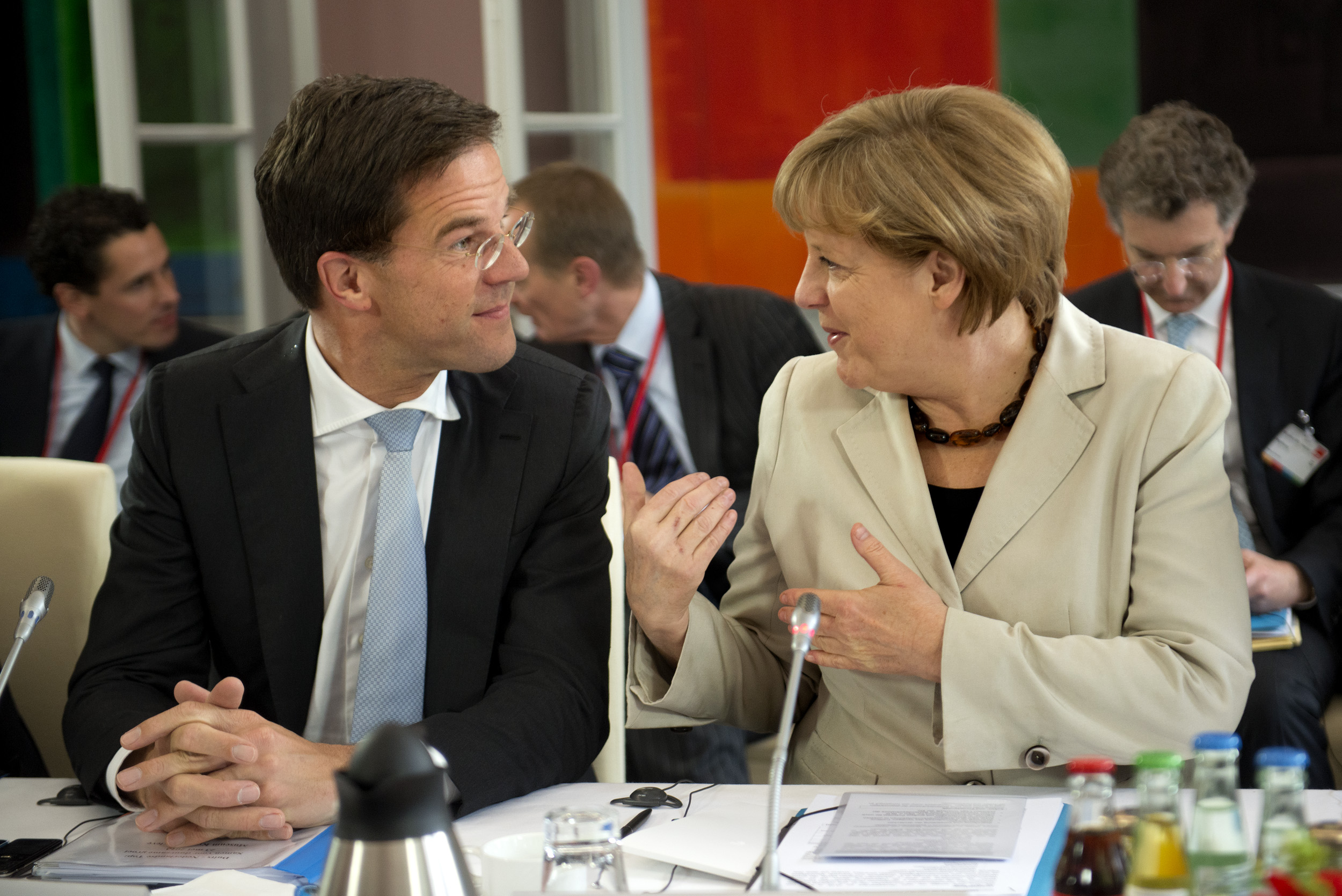
Minister-president van Nederland Mark Rutte en bondskanselier Angela Merkel tijdens een bezoek op het Catshuis op 23 mei 2013.

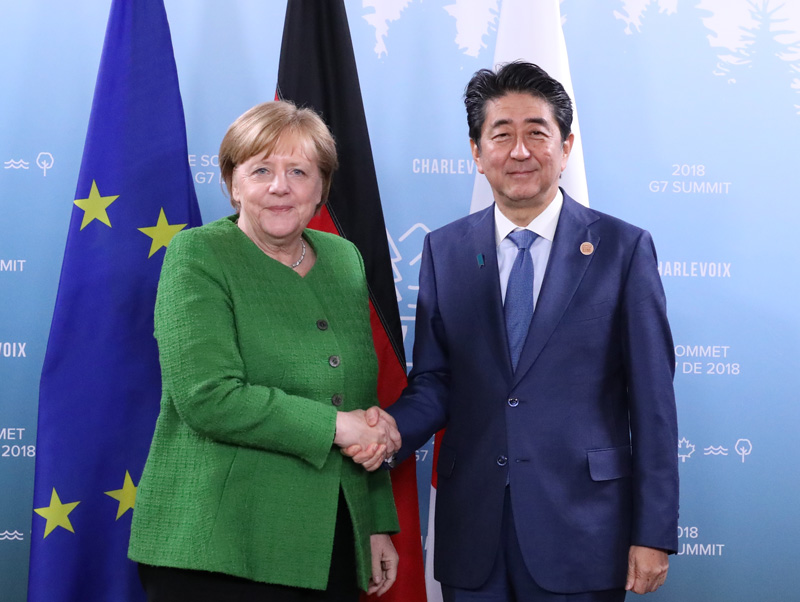
Bondskanselier Angela Merkel en premier van Japan Shinzo Abe tijdens een bijeenkomst van de G7 in Quebec op 8 juni 2018.

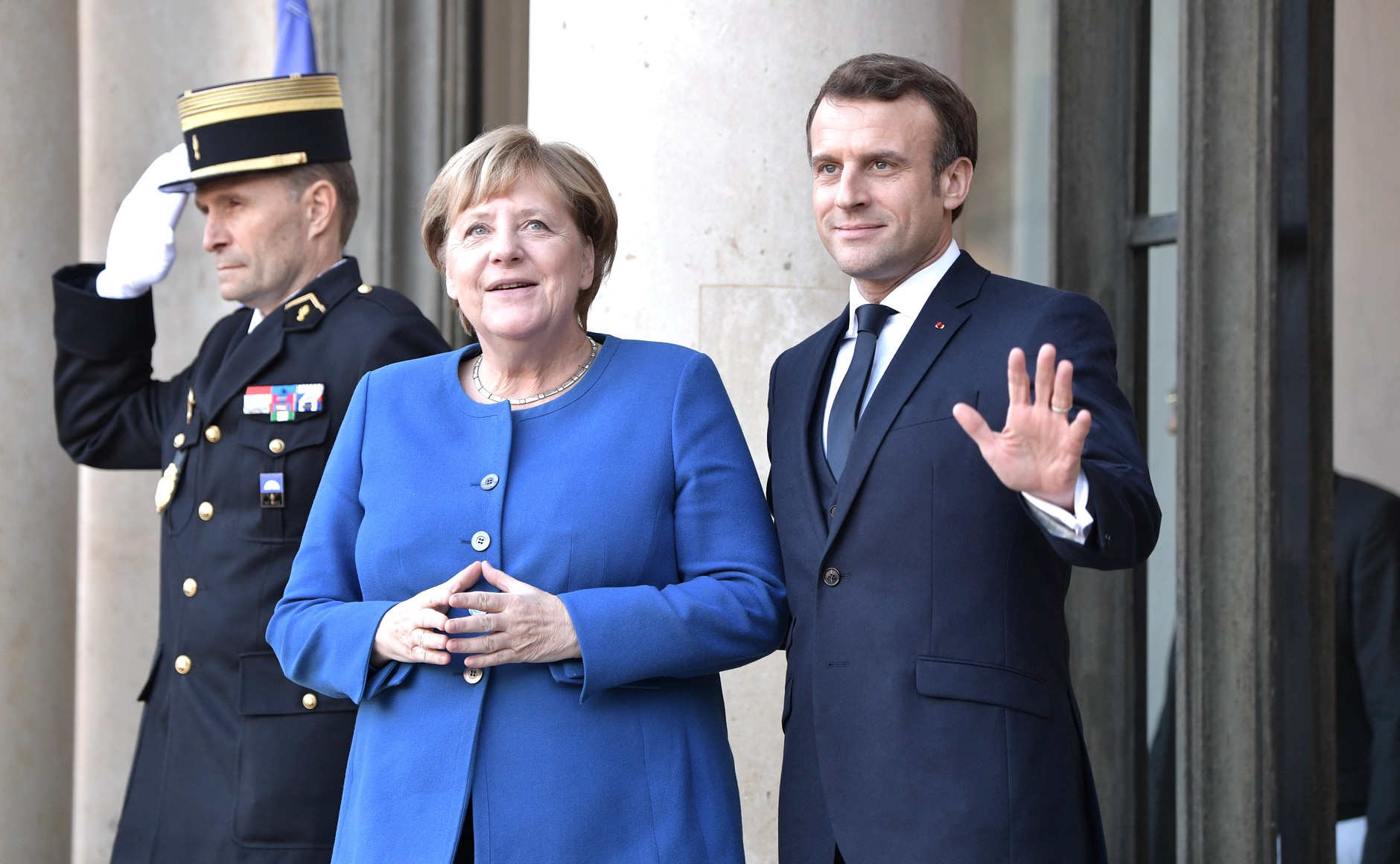
Bondskanselier Angela Merkel en president van Frankrijk Emmanuel Macron tijdens een bezoek op het Élysée op 9 december 2019.

## Politiek

### DDR
Eind 1989 werd Angela Merkel zelf politiek actief: zij trad toe tot de DDR-burgerbeweging Demokratischer Aufbruch (DA) die in augustus 1990 in de Oost-Duitse CDU opgenomen werd. Nog voor de Duitse hereniging werd zij vicewoordvoerder van de laatste Oost-Duitse regering onder CDU-lid en DDR-minister-president Lothar de Maizière.

### Bondsminister (1991-1998)
Bij de eerste Bondsdagverkiezingen voor het gehele Duitsland van december 1990 werd Angela Merkel via een direct mandaat van Stralsund-Rügen in de Duitse Bondsdag gekozen. Dit meest noordoostelijke district zal zij steeds blijven vertegenwoordigen.
Direct haalde bondskanselier Helmut Kohl (CDU) haar in januari 1991 als minister voor Vrouwen- en Jeugdzaken in zijn kabinet. Al snel oogstte ze veel respect voor haar dossier- en vakkennis. Een pre zal ook zijn geweest dat ze in één persoon Oost-Duits, vrouw, protestants en jong was. Snel kreeg ze het etiket ‘Kohls Mädchen’, dat tot eind 1999 aan haar bleef kleven.
Na de verkiezingen van 1994 volgde ze Klaus Töpfer op als minister voor Milieu, Natuurbescherming en Reactorveiligheid. In december 1991 werd ze ook tot een van de vicevoorzitters van de CDU verkozen. Van juni 1993 tot mei 2000 was zij eveneens CDU-voorzitter van de deelstaat Mecklenburg-Voor-Pommeren.

### CDU-voorzitter (1998-2005)
De Bondsdagverkiezingen van 1998 gingen voor de CDU verloren. In november 1998 schoof partijvoorzitter Wolfgang Schäuble Merkel als secretaris-generaal van de CDU naar voren. Tijdens het schandaal dat de CDU trof inzake illegale partijfinanciering in de periode 1999-2002 distantieerde zij zich vroeg van haar beschermer Kohl. Op 22 december 1999 schreef ze in de Frankfurter Allgemeine Zeitung een open brief aan de eigen partij. Daarin stelde ze dat aan de, voor haar en voor de partij, "mooie tijd" met Kohl wegens zijn onduidelijke rol in het schandaal een einde gekomen is. Toen ook Wolfgang Schäuble in opspraak kwam en als partijvoorzitter terugtrad werd ze op 10 april 2000 met 96 procent van de stemmen tot nieuwe partijvoorzitter gekozen.
Enige onrust ontstond voor de verkiezingen van 2002, toen de CSU Edmund Stoiber als kanselierskandidaat naar voren schoof, nog voor de CDU zich op een eigen kandidaat vastgelegd had. Merkel wist dat ze binnen de partij nog niet voldoende steun had om het intern tegen Stoiber op te nemen en ook in de peilingen deed Stoiber het beter dan zij. Na een gemeenschappelijk ontbijt in Wolfratshausen ging zij met Stoibers kandidatuur akkoord. Nadat de rood-groene coalitie de verkiezingen krap won, manoeuvreerde Merkel Friedrich Merz uit de functie van fractievoorzitter en veroverde zo de politieke macht die nodig was om bij de volgende verkiezingen de kanselierskandidaat van de Union te worden.
De opeenvolgende overwinningen van de CDU bij verkiezingen in verschillende deelstaten versterkten haar positie aanzienlijk. De meerderheid van de deelstaten kwam in handen van de Union, waardoor deze alle wetten waarover in de Bondsraad moet worden gestemd kon beïnvloeden of blokkeren. Verder werd haar persoonlijke kandidaat voor het ambt van bondspresident Horst Köhler in het voorjaar 2004 door de Bondsvergadering verkozen.
Op 22 mei 2005 verloor de SPD de deelstaatverkiezingen in Noordrijn-Westfalen. Onmiddellijk na deze harde klap kondigde Gerhard Schröder nieuwe verkiezingen voor de Bondsdag aan. Op 30 mei droeg de CDU Merkel officieel als kanselierskandidaat voor. Als eerste vrouwelijke kanselierskandidaat in de geschiedenis, nam ze het bij de verkiezingen van september 2005 op tegen de zittende coalitie van SPD en Bündnis 90/Die Grünen met Schröder als kanselierskandidaat.

### Bondskanselier (2005-2021)
Op 10 oktober 2005 werd bekendgemaakt dat Angela Merkel, als de coalitiebesprekingen met de SPD zouden slagen, de nieuwe bondskanselier van Duitsland zou worden. Op 11 november werden de onderhandelingen tussen Union en SPD met de ondertekening van de coalitieovereenkomst afgesloten, waarmee Duitsland pas voor de tweede keer in de geschiedenis een 'grote coalitie' kreeg. Op 22 november werd Merkel door de bondsdag tot kanselier verkozen, als eerste vrouw in de geschiedenis van Duitsland. Zij volgde Gerhard Schröder op. Het kabinet-Merkel I regeerde tot 27 oktober 2009.
De Bondsdagverkiezingen van 2009 vielen voor kanselier Merkel goed uit. Hoewel haar eigen partij iets verloor, won de FDP zo veel zetels dat Merkel een CDU/CSU-FDP-coalitie kon vormen, die zij al in 2005 prefereerde. Het kabinet-Merkel II werd geïnstalleerd op 28 oktober 2009. Als leider van de grootste economie in Europa speelde Merkel een belangrijke rol binnen de Europese Unie bij de bestrijding van de kredietcrisis.
In december 2012 werd Merkel met een overweldigende meerderheid herkozen als partijvoorzitter van de CDU. Ze kreeg 97,94 procent van de stemmen, het hoogste stemmenpercentage sinds ze in 2000 partijleider werd. Tijdens het congres noemde Merkel haar regering met de liberale FDP ‘de succesvolste regering sinds de Duitse hereniging.’ “Wij hebben Duitsland uit de kredietcrisis geleid en Duitsland staat er nu beter voor,” verklaarde ze.
Op 22 september 2013 nam Merkel namens de CDU/CSU wederom deel aan de Bondsdagverkiezingen. Haar partij behaalde meer dan 41 procent van de stemmen en werd daarmee opnieuw de grootste partij. Haar coalitiepartner FDP verloor echter zodanig, dat de zittende coalitie geen meerderheid behield. Merkel moest daarop, net als in haar eerste termijn als kanselier, weer in zee met de SPD. Eind november 2013 werd er een regeerakkoord bereikt, dat vervolgens op congressen van zowel het CDU als de SPD werd goedgekeurd. Op 17 december 2013 werd het nieuwe kabinet geïnstalleerd en begon Merkel aan haar derde termijn.
Tijdens haar derde kabinet werd Merkel steeds meer lof toegezwaaid voor haar internationale politiek. Vanwege het opkomende populisme werd zij door The New York Times "de laatste verdediger van de vrije wereld" genoemd. Ook voor haar rol tijdens de Eurocrisis werd Merkel geprezen.
In 2015 besloot Merkel een grote groep vluchtelingen in Duitsland toe te laten. Dit standpunt zette ze kracht bij met haar bekende uitspraak Wir schaffen das. Merkel heeft ook in de tijd erna steeds benadrukt dat vluchtelingen recht hebben op bescherming. Internationaal kreeg Merkel lof voor haar aanpak van de vluchtelingencrisis, maar in eigen land groeide de onvrede en braken protesten uit. Veel Duitsers vonden dat Merkel een te grote groep vluchtelingen toeliet. Mede daardoor wordt ze de laatste jaren door sommigen binnen de CDU/CSU als te links gezien. Het was de AfD die hiervan profiteerde. Later scherpte Merkel de immigratieregels echter aan. Hetzelfde jaar werd ze door Time Magazine uitgeroepen tot persoon van het jaar.
Ook bij de Bondsdagverkiezingen van 24 september 2017 trok Merkel namens de CDU/CSU de lijst. Haar partij behaalde net geen 33 procent van de stemmen, een verlies van 8 procent maar bleef wel opnieuw de grootste partij. Het was voor de verkiezingen al vrijwel zeker dat Merkel zou doorregeren. Haar belangrijkste tegenkandidaat, SPD'er Martin Schulz, had als voorzitter van het Europees Parlement steeds Merkels beleid gesteund en kon zich ondanks zijn verbale kwaliteiten niet meer opwerpen als overtuigend alternatief. Bovendien is de Duitse economie onder Merkel flink gegroeid, en de werkloosheid gedaald. Door haar beleid genoot Merkel, ondanks veel kritiek, ook veel populariteit onder de Duitse bevolking.
De regeringsonderhandelingen voor het Kabinet-Merkel IV, waar de SPD eerst weigerde terug mee aan tafel te zitten, verliepen erg moeizaam. Uiteindelijk mondden de verschillende pogingen toch uit in een nieuwe GroKo, een Duitse grote coalitie. Pas in februari 2018 werd er een regeerakkoord bereikt, dat vervolgens ter goedkeuring aan de leden van zowel het CDU, de CSU als de SPD werd voorgelegd. Op 14 maart 2018 werd het nieuwe kabinet-Merkel geïnstalleerd en begon Merkel aan haar vierde termijn.
In juni 2018 leidde het vluchtelingenbeleid opnieuw tot onenigheid, ditmaal tussen Merkel en de minister van Buitenlandse Zaken Horst Seehofer. Seehofer wilde asielzoekers namelijk de toegang tot Duitsland weigeren als die eerder al in een ander Europees land zijn geregistreerd, terwijl Merkel wel asielzoekers in Duitsland wilde opnemen. Dit leidde tot een regeringscrisis, die Merkel in juli 2018 beëindigde met een akkoord over gesloten doorreiscentra in Duitsland, waar de status van asielzoekers zal worden getoetst. Afgewezen asielzoekers zullen vervolgens moeten terugkeren naar het Europese land waar ze hun eerste aanvraag indienden.
Op 29 oktober 2018 kondigde Merkel aan dat ze zich niet meer kandidaat zal stellen voor een nieuwe termijn als voorzitter van de CDU op het congres in december 2018. Dit was het gevolg van de deelstaatverkiezingen in Hessen en Beieren van dat jaar, waarbij de CDU flink moest inleveren. In haar partij zal er een gevecht losbarsten voor de opvolging, niet enkel als voorzitter, maar mogelijk ook als bondskanselier.
Hoewel Merkels populariteit en gezag in 2019 tanende was, steeg haar populariteit in 2020 ineens tijdens de coronacrisis in Duitsland. De bondskanselier wordt namelijk internationaal geroemd vanwege haar aanpak van de crisis. In een televisietoespraak op 18 maart 2020 noemde Merkel het coronavirus "de grootste uitdaging sinds de Tweede Wereldoorlog.
Haar tijd als bondskanselier wordt gekenmerkt door de vele crisissen die Europa onderging. Het Amerikaanse tijdschrift Forbes noemde haar enige tijd de invloedrijkste vrouw van de wereld. In 2016 was ze volgens dit blad de machtigste persoon van Europa, de machtigste vrouw ter wereld en na respectievelijk Vladimir Poetin en Donald Trump de machtigste persoon ter wereld. Tussen 2006 en 2020 stond ze veertien keer bovenaan in de ranglijst van machtigste vrouwen.

### Verhouding met Verenigde Staten
De relatie tussen de EU en de Verenigde Staten kreeg op 23 oktober 2013 een deuk toen bleek dat Merkels mobiele telefoon jarenlang is afgetapt door de NSA. Tussen Merkel en president Barack Obama groeide een vriendschappelijke band, maar met zijn opvolger Donald Trump waren de verhoudingen uitermate ijzig. De importheffingen op aluminium en staal die Trump afkondigde in 2018, en zijn felle kritiek op Merkels vluchtelingenbeleid en de Duitse bijdrage aan de NAVO, hebben daar onder meer aan bijgedragen.

### Israël
Vanaf 10 oktober 2021 bracht zij voor de 7e en laatste keer tijdens haar ambtsperiode een bezoek aan de staat Israël. Ook nu weer bracht zij een bezoek aan Yad Vashem, zoals zij de zes eerdere keren deed, en legde daar een krans. Tijdens het hartelijke afscheidsbezoek werden eredoctoraten verleend en was er een bijeenkomst van Duitse en Israëlische economen en zakenlieden. Tijdens de persconferentie aan het eind van de ontmoeting met premier Naftali Bennett zei zij onder andere: De veiligheid van Israël maakt deel uit van ons staatsbelang (Staatsräson). Dit bepaalt het optreden van Duitsland ook al lopen onze meningen over afzonderlijke kwesties uiteen (...) Duitsland is niet neutraal als het gaat om de veiligheid van Israël (...) Centraal punt in onze visie is een veilige, Joodse en democratische staat Israël. (...) Ook al lijkt het idee van een tweestatenoplossing op dit moment bijna hopeloos, toch moet men daaraan blijven vasthouden en voor ogen blijven houden hoe ook de Palestijnen veilig en in één staat kunnen leven. Bennett nam meteen publiekelijk afstand van haar opmerking over de tweestatenoplossing. Volgens hem betekende deze zeer waarschijnlijk een terreurstaat op zeven minuten van zijn huis. Ik ben een pragmatisch mens. De Palestijnen gaan niet weg en wij gaan niet weg. Ik wil het leven van alle betrokkenen gemakkelijker maken.

## Standpunten
Binnen de CDU geldt de protestantse, Oost-Duitse Merkel als pragmatisch. In februari 2003 steunde zij het Amerikaans-Britse ingrijpen in Irak. Merkel is een tegenstander van Turkse toetreding tot de Europese Unie, maar biedt dat land namens haar partij een geprivilegieerd partnerschap aan. Tijdens het Duitse voorzitterschap van de Europese Unie, de eerste helft van 2007, verklaarde zij zich voorstander van verdere ontwikkeling van de eerder in referenda gesneuvelde Europese Grondwet. Na de kernramp van Fukushima besloot Merkel dat Duitsland op termijn moet stoppen met kernenergie en over moet stappen op duurzame energie, de Energiewende.

## Onderscheidingen
Merkel ontving volgende onderscheidingen:
- Italië: de Orde van Verdienste van de Republiek Italië (2006);
- Noorwegen: het grootkruis in de Koninklijke Noorse Orde van Verdienste (2007);
- Duitsland:
  - het grootkruis in de Orde van Verdienste van de Bondsrepubliek Duitsland (2008);
  - het grootkruis in de Orde van Verdienste van de Bondsrepubliek Duitsland in speciale uitvoering (2023);[23]
  - Staatspreis des Landes Nordrhein-Westfalen (2023)[24]
- Peru: het grootkruis in de Peruviaanse Orde van de Zon (2008)
- Peru: het grootkruis in de Orde van de Infant Dom Henrique (2009)
- Bulgarije: de Orde van de Stara Planina (2010)
- Verenigde Staten: de Presidential Medal of Freedom (2011, uit handen van president Obama)
- Oostenrijk: het grote gouden Ereteken van Verdienste voor de Republiek Oostenrijk (2015)
- België: het grootlint in de Leopoldsorde (2021, uit handen van koning Filip)[25]
- Nederland: het ridder grootkruis in de Orde van de Nederlandse Leeuw (2022)
- Nederland: Gouden Medaille van de Stad Amsterdam (2024)

Ze was laureate van de Internationale Karelsprijs Aken in 2008, van de Duitse Mediaprijs in 2009 en van de Freedom Medal in de reeks van de Four Freedoms Award in 2016.
Ze werd doctor honoris causa van de Hebreeuwse Universiteit van Jeruzalem in 2007, van de Universiteit Leipzig in 2008, van The New School en de Universiteit van Bern in 2009 en van de Babeș-Bolyaiuniversiteit in 2010. De Radboud Universiteit Nijmegen eerde haar in 2013, de Comenius Universiteit Bratislava in 2014, de Universiteit van Szeged in 2015 en de Universiteit van Nanking in 2016. Merkel ontving een gezamenlijk eredoctoraat van de UGent en de KU Leuven in 2017. Beide universiteiten waardeerden haar diplomatieke en politieke inspanningen om de politieke sterkte van Europa uit te bouwen, en de waarden te verdedigen die ons continent toelaten om in verscheidenheid toch eenheid te vinden.

### Bestseller 60
| Boeken met noteringen in de Nederlandse Bestseller 60 | Jaar van verschijnen | Datum van binnenkomst | Hoogste positie | Aantal weken | Opmerkingen                       |
| ----------------------------------------------------- | -------------------- | --------------------- | --------------- | ------------ | --------------------------------- |
| Vrijheid                                              | 2024                 | 04-12-2024            | 4               | 7            | in samenwerking met Beate Baumann |

## Trivia
- Vanwege hun innige samenwerking werden Angela Merkel en toenmalig president van Frankrijk Nicolas Sarkozy in 2011 en 2012 in de media als Merkozy aangeduid.[29]